# Tomodachi Life
Tomodachi Life (Vita Amica) (トモダチコレクション 新生活?, Tomodachi Korekushon: Shin Seikatsu, Collezione Tomodachi: Nuova Vita) è un videogioco di simulazione sviluppato e pubblicato nel 2013 da Nintendo per Nintendo 3DS. È il  sequel di Tomodachi Collection, videogioco del 2009 per Nintendo DS distribuito esclusivamente in Giappone ma tradotto in modo non ufficiale in seguito.
È stato rilasciato il 18 aprile 2013 in Giappone, il 6 giugno 2014 in Nord America e Europa, il 7 giugno 2014 in Australia e il 17 luglio 2014 in Corea del Sud. La traduzione olandese del gioco è uscita più tardi rispetto a tutte le altre versioni, il 16 ottobre 2015. Questo potrebbe essere stato mirato a una fascia demografica più giovane, perché la maggior parte dei giocatori olandesi gioca in inglese.

## Modalità di gioco
Tomodachi Life è un simulatore di vita. Si basa sulle relazioni tra i Mii (da cui deriva il nome Tomodachi, ovvero "amico" in lingua giapponese). Il gioco si svolge su un'isola (a cui si può dare anche un nome) che all'inizio sarà deserta, ma in cui successivamente verranno edificati vari negozi (tra cui spiaggia, un parco, una caffetteria, un negozio di arredamento, un negozio di abbigliamento, un parco divertimenti, il banco dei pegni, un campeggio, un porto…). Il giocatore può decidere per il suo Mii (dandogli consigli) e dovrà aiutarlo ad esaudire i suoi desideri. Perciò i Mii si visiteranno a vicenda e staranno insieme. È possibile che due Mii si sposino e che abbiano un figlio, che litighino o che diventino amici. Essi hanno una voce e un carattere. Il giocatore dovrà anche controllare i bisogni dei Mii: se questi, per esempio, avranno fame, dovrà provvedere a sfamarli. Saranno proprio i Mii del giocatore a scegliere con chi fare amicizia: avranno scelte proprie e una maggiore possibilità di scegliere da soli chi avere al proprio fianco.

### I Mii
I Mii sono stati inseriti per la prima volta nel gioco Wii Sports della Wii per rendere più realistici i giochi, in modo da far creare agli stessi giocatori il proprio personaggio, e anche molti altri. Dopodiché, presenti in quasi tutti i giochi targati Nintendo, hanno ottenuto molta fama, così l'azienda giapponese ha deciso di renderli protagonisti di un gioco dedicato principalmente a loro: su Tomodachi Life così bisognerà sfamarli, regalargli abiti e arredamenti e farli divertire ed ascoltare le loro richieste. Ad esempio chiederanno al giocatore, che verrà spesso soprannominato "Sosia di *Nome del Mii iniziale*" (ad esempio se il primo Mii del gioco si chiama Paolo il giocatore verrà chiamato "Sosia di Paolo") (dal Mii iniziale verrà semplicemente chiamato "Sosia"), di creargli un motto e il movimento che dovrà eseguire quando lo pronuncerà, e la stessa cosa per quando è arrabbiato, triste, felice o preoccupato.
I Mii sono doppiati da un software di sintesi vocale che potrà essere regolato dal giocatore.
I Mii si possono innamorare dopo aver fatto amicizia e se lo faranno si potranno sposare ed anche fare dei figli, che a loro volta cresceranno e, quando diventeranno indipendenti, si potrà decidere se farli viaggiare o farli abitare sull'isola. Però ci potrebbero anche essere più Mii innamorati dello stesso Mii, così potranno sfidarsi per ottenere l'amato/a, o semplicemente far scegliere a quest'ultimo Mii. I Mii per la prima volta potranno avere un loro guardaroba personale, comprandosi dei vestiti con scarpe abbinate ed anche dei graziosi cappellini. Quando i Mii hanno fame, basterà dargli del cibo comprato al supermercato, uno dei primi edifici che compaiono nel gioco. Invece se hanno sonno, dormiranno con un letto che gli regalerà il gioco. Inoltre se faranno amicizia con qualcuno potrebbero andarli a trovare. I Mii saranno spesso sotto le vesti di un giornalista del telegiornale per annunciare l'apertura di un nuovo centro pubblico o funzione, oppure notizie divertenti non influenti sul gioco, facendo vedere le foto e le opinioni di qualche Mii. Inoltre i prezzi dei prodotti sono in euro, e sono come l'edizione originale ma con l'aggiunta di un decimale.

### Amicizia e amore
Come è stato accennato precedentemente, i Mii per la prima volta potranno fare amicizia (nel Centro di Creazione Mii si limitavano a fare piccole chiacchierate che duravano circa 7 secondi), ma sceglieranno loro i Mii che riterranno adatti ad essere loro amici, chiedendo all'innamorato di uscire con lui/lei. A volte però i Mii potrebbero avere scelte molto strambe e il giocatore dovrà frenare la loro fantasia, sconsigliandogli di andare a presentarsi o ignorare la richiesta. I Mii si possono anche innamorare. Neanche in questo campo non si può decidere di chi, ma in compenso il giocatore può consigliargli se dichiararsi e dove farlo. Se il Mii sarà simile di carattere e/o sarà in buoni rapporti con l'amato, avrà più possibilità di fare colpo, ma a volte (se è a bassa relazione) invece potrebbe semplicemente accadere che l'altro non sia così interessato. Le altre coppie invece saranno puramente casuali e si potranno verificare solo se i Mii appartengono allo stesso stadio d'età (se il Mii è sotto i 18 anni è bambino, invece a partire dai 18 diventa adulto). Comunque sia, potrebbe darsi che un Mii decida segretamente di farne fidanzare altri due e in base alla loro relazione, il piano potrebbe funzionare.

### Luoghi
In Tomodachi Life saranno presenti diversi luoghi: alcuni sbloccabili, altri saranno presenti dall'inizio del gioco. Nella mappa dello schermo inferiore sarà presente una mappa con le icone dei luoghi. Lo sfondo delle icone è colorato in base al tipo di luogo e alle attività possibili. I colori sono:
- Giallo: luogo destinato alle abitazioni dei Mii.
- Viola: luogo destinato all'acquisto e alla vendita di beni. I Mii molto spesso vestiranno i panni dei commessi.
- Arancione: luogo di svago e di ritrovo per i Mii. Può ospitare eventi.
- Blu: luogo speciale in cui si possono fare varie attività.
- Verde: luogo destinato all'arrivo e alla partenza dei Mii tramite StreetPass.
- Bianco: funzione destinata alla condivisione in rete.

#### Appartamenti Mii
È uno dei tre edifici che compaiono per primi all'inizio del gioco. Ogni Mii che verrà creato sull'isola riceverà automaticamente un appartamento in questo edificio. Gli stili dell'appartamento si possono personalizzare con un altro stile comprato nel negozio di arredamento. Questo edificio dispone di un ufficio dove poter vedere le statistiche dell'isola, cambiare la posizione degli appartamenti e visualizzare il diagramma della personalità dei Mii.
Appena raggiunto un numero sufficiente di abitanti, l'edificio si ingrandirà per ospitarne di nuovi, divenendo più alto e cambiando colore. L'ultimo ingrandimento arriverà ad ospitare all'incirca 100 Mii

#### Villette Mii
Ogni coppia sposata riceverà automaticamente una delle villette dove poter abitare, anche se continueranno a possedere i propri appartamenti.

#### Alimentari
È uno dei tre edifici che compaiono per primi all'inizio del gioco. In questo negozio il giocatore può comprare alimenti che serviranno a sfamare i Mii. Si possono comprare quattro tipi di alimenti:
- Pasti completi.
- Alimenti singoli.
- Dessert e frutta.
- Bibite (sia gassate sia no)

#### Negozio d'abbigliamento
In questo negozio si possono comprare vestiti da far indossare ai Mii. L'abbigliamento è suddiviso in cinque categorie:
- Abbigliamento maschile.
- Abbigliamento femminile.
- Abbigliamento sia maschile che femminile.
- Abbigliamento sportivo.
- Costumi.

#### Negozio di cappelli
In questo negozio si possono comprare cappelli e copricapi da far indossare ai Mii. I copricapi sono suddivisi in tre categorie:
- Cappelli.
- Altri copricapi.
- Accessori per la testa.

#### Negozio d'arredamento
In questo negozio si possono comprare stili per gli appartamenti dei Mii. Una volta regalato uno stile ad un Mii, è anche possibile guardare più a fondo.

#### Negozio d'abbigliamento d'importazione
Questo negozio vende abbigliamento e copricapi che sono stati importati da altre isole tramite StreetPass, dall'isola Nintendo od originari dell'isola in questione.

#### Banco dei pegni
In questo negozio si possono vendere tesori e souvenir regalati dai Mii. Ogni oggetto ha un valore e, una volta venduto, verrà incassato tale valore.

#### Fontana
Luogo di ritrovo per i Mii, la fontana ospita eventi come:
- Donazioni giornaliere.
- Mercato mattutino (Il mercato mattutino e quello pomeridiano hanno sconti)
- Parole a catena.
- Sfide rap.

#### Spiaggia
Altro luogo di svago e ritrovo per i Mii. La spiaggia ospita solo un evento sempre in corso, "Ai voti!", dove si potrà far votare ai Mii delle alternative proposte.

#### Torre panoramica
La torre panoramica dell'isola. Come la spiaggia, anche questa ospita un solo evento 24 ore su 24, "Chiediamolo a...", dove si potranno chiedere domande ai Mii.

#### Parco
Il parco dell'isola, altro luogo di ritrovo e svago per i Mii. Ospita i seguenti eventi:
- Lancio del disco.
- Mercato pomeridiano (il mercato mattutino e quello pomeridiano hanno sconti)
- Grigliata.
- Fotografo.

#### Luna park
Altro luogo di svago, il Luna park è un luogo dove i Mii possono divertirsi ed ospita i seguenti eventi:
- Tomodachi Quest.
- Spettacolo di magia.
- Mercato notturno:una busta a 50€ con tre oggetti che possono essere:

Vestiti,
Cibo o bevande,
Cappell o accessori per la testa,
Tesori,
Arredamenti

#### Caffè
Ultimo luogo di ritrovo, nella caffetteria dell'isola i Mii possono mangiare e chiacchierare. Ospita i seguenti eventi:
- Chiacchierata tra uomini.
- Chiacchierata tra donne.
- Riunione di consolazione (succede quando un Mii è triste e non si riesce a fargli ritrovare il buonumore).

#### Municipio
È uno dei tre edifici che compaiono per primi sull'isola. In questo edificio si possono registrare nuovi Mii, visualizzare Mii e compiere azioni su di loro, visualizzare il catalogo della merce totale dell'isola, cambiare la data e l'ora e altro.

#### Sala concerti
In questo edificio i Mii che hanno ricevuto in regalo un tipo di musica possono esibirsi, da solisti o in un gruppo che può essere creato con Mii dallo stesso tipo di musica. I tipi di musica sono:
- Heavy metal.
- Pop.
- Rock 'n' roll.
- Rap.
- Ballata.
- Opera.
- Techno.
- Musical.

#### Classifiche
Qui possono essere visualizzate le classifiche su diversi argomenti. Le classifiche sono:
- Classifica condizioni.
- Classifica popolarità.
- Classifica ragazzi.
- Classifica ragazze.
- Classifica preferenze.
- Classifica spendaccioni.
- Classifica qualità dell'isola.
- Classifica viaggiatori.
- Classifica amicizie.
- Classifica relazioni.

#### Test d'affinità
Qui si possono vedere le previsioni meteorologiche d'affinità fra due Mii o fare il test della percentuale d'affinità fra due Mii. Tra Mii dello stesso sesso verrà calcolata l'affinità d'amicizia, tra Mii di sesso diverso verrà calcolata l'affinità d'amore.

#### Studio fotografico
Nello Studio Fotografico si possono scattare foto di Mii e visualizzare le foto scattate giocando a Tomodachi Life. Ci sono quattro tipi di foto selezionabili:
- Foto in due.
- Foto di gruppo.
- Foto di tutti i Mii.
- Foto di bebè (se sono presenti bebè sull'isola).

#### Notiziario Mii
Il Notiziario Mii è il telegiornale dell'isola. Può trasmettere notizie utili come l'apertura di un nuovo luogo o ringraziamenti per le cose fatte oppure notizie divertenti inutili e ininfluenti sul gioco. È presentato sempre da uno dei Mii dell'isola. Le notizie sono sempre le stesse, ma ogni giorno sono generate a caso (tranne quelle Flash). Ad esempio un notiziario mostrerà un festival dell'isola, in un altro un uccellino che viene nell'appartamento del Mii e in un altro quello della sfida del razzo. Esistono anche notizie con flashback, come quella del compleanno, della sfilata di moda e del Tai-Chi.

#### Porto
Il porto è il luogo dove i figli delle coppie sposate, una volta cresciuti, possono viaggiare in altre isole di altri giocatori tramite StreetPass.

#### Campeggio
Il campeggio è il luogo dove altri Mii provenienti da altre isole tramite StreetPass approdano e restano.

### Stato dei Mii

#### Stato di presenza
I Mii possono essere presenti nel loro appartamento oppure no. Quando escono, vanno da un/una loro amico/a, dalla loro fidanzata/o o moglie/marito, nei luoghi di ritrovo e svago oppure lavorano part-time come commessi in un negozio. La finestra dell'appartamento o della villetta di un Mii indica anche il suo stato di presenza. La legenda:
- Finestra gialla: il Mii è presente.
- Finestra grigia: il Mii non è presente.
- Finestra grigia con icona di una casa: il Mii non è presente nell'appartamento perché è presente nella sua villetta.
- Tende chiuse: il Mii è presente ma sta dormendo.
- Tapparelle chiuse: nessun Mii abita quell'appartamento.

#### Problemi
I Mii possono avere problemi, ad esempio fame, bisogno di un nuovo vestito o cappello, voglia di fare amicizia... L'omino sulla finestra indica il tipo di problema del Mii. La legenda:
- Nero: problema o bisogno personale, di solito riguardo al bisogno di cibo od oggetti o altri problemi vari.
- Arancione: problema o bisogno riguardo all'amicizia e/o alle relazioni del Mii in generale.
- Rosa: problema o bisogno riguardo all'amore. In questo caso, il Mii è innamorato di qualcuno/a e vuole dichiararsi oppure pensa che qualcuno abbia una cotta per lui/lei, vuole chiedere alla sua dolce metà di sposarsi, vuole chiedere al giocatore se è possibile avere un bebè con suo/a marito/moglie, o vuole tornare insieme con il/la suo/a ex.
- Verde: il Mii vuole giocare.
- Azzurro: il Mii è triste. Succede quando un suo amico si rifiuta di fare pace con lui/lei, quando il Mii di cui è innamorato/a rifiuta la sua dichiarazione o gli viene detto di non dichiararsi, oppure rompe o divorzia con la sua dolce metà.

### Soldi
Per comprare qualcosa si ha bisogno di soldi, che il giocatore può ottenere in tre modi: facendo buoni regali ai Mii, aiutandoli o comunque rendendoli felici; vendendo qualcosa al banco dei pegni o con le donazioni giornaliere. I soldi sono in euro, ma nella versione giapponese sono degli yen e in quella americana sono dei dollari americani. Nella versione europea/americana il limite minimo di euro è di 1 cent e il massimo è di 999.999,99 euro. In quella giapponese il minimo è di 1 Yen (1 centesimo) e il massimo è di 9999,999 Yen (circa 80.000,00 euro).

### Livello di felicità
Ogni Mii può avere un livello di felicità (o di tristezza, dipende dal suo umore) che può salire o scendere in base all'aiuto dato e ai regali fatti. Quando un Mii raggiunge il livello superiore gli si potrà fare un regalo scegliendo tra: un tipo di musica con cui esibirsi in sala concerti, un oggetto con cui può passare il tempo, uno stile esclusivo per il suo appartamento, un motto (se non ne ha già uno) o dei soldi (se il Mii accumula in tutto diecimila euro farà un viaggio nello spazio). Se il Mii raggiunge il livello 20 o superiore si aggiungeranno le alternative di regalare un vestito o un cappello. Il livello massimo è 99. Il Mii può anche salire di livello, e si può ancora ottenere la ricompensa, ma il livello non aumenterà.

## Seguito
Durante il Nintendo Direct del 27 marzo 2025 è stato presentato il seguito chiamato Tomodachi Life: Una vita da sogno per Nintendo Switch. La disponibilità è prevista per il 2026.